# Kampfiskar
Kampfiskarna (Betta) är ett släkte med labyrintfiskar som omfattar cirka 65 arter. , Släktets typart är Betta picta. 
Det svenska trivialnamnet kommer från arten siamesisk kampfisk (Betta splendens). De flesta av arterna i släktet är emellertid inte alls lika aggressiva som denna, varför beteckningen "kampfiskar" kan synas missvisande.

## Fortplantning
Det stora flertalet arter är skumbobyggare. Ett fåtal arter är däremot munruvare, bland dem exempelvis Betta albimarginata, B. pugnax och B. unimaculata.

## Etymologi
Släktnamnet Betta kommer av det indonesiska lokalnamnet ikan bettah.

## Arter
- Betta akarensis, Regan, 1910
- Betta albimarginata, Kottelat & Ng, 1994
- Betta anabatoides, Bleeker, 1851
- Betta antoni, Tan & Ng, 2006
- Betta apollon, Schindler & Schmidt, 2006
- Betta aurigans, Tan & Lim, 2004
- Betta balunga, Herre, 1940
- Betta bellica, Sauvage, 1884
- Betta breviobesus, Tan & Kottelat, 1998
- Betta brownorum, Witte & Schmidt, 1992
- Betta burdigala, Kottelat & Ng, 1994
- Betta channoides, Kottelat & Ng, 1994
- Betta chini, Ng, 1993
- Betta chloropharynx, Kottelat & Ng, 1994
- Betta coccina, Vierke, 1979
- Betta compuncta, Tan & Ng, 2006
- Betta cracens, Tan & Ng, 2005
- Betta dimidiata, Roberts, 1989
- Betta edithae, Vierke, 1984
- Betta enisae, Kottelat, 1995
- Betta falx, Tan & Kottelat, 1998
- Betta ferox, Schindler & Schmidt, 2006
- Betta foerschi, Vierke, 1979
- Betta fusca, Regan, 1910
- Betta gladiator, Tan & Ng, 2005
- Betta hipposideros, Ng & Kottelat, 1994
- Betta ibanorum, Tan & Ng, 2004
- Betta ideii, Tan & Ng, 2006
- Fredlig kampfisk (Betta imbellis), Ladiges, 1975
- Betta krataios, Tan & Ng, 2006
- Betta lehi, Tan & Ng, 2005
- Betta livida, Ng & Kottelat, 1992
- Betta macrostoma, Regan, 1910
- Betta mandor, Tan & Ng, 2006
- Betta miniopinna, Tan & Tan, 1994
- Betta obscura, Tan & Ng, 2005
- Betta ocellata, de Beaufort, 1933
- Betta pallida,Schindler & Schmidt, 2004
- Betta pallifina, Tan & Ng, 2005
- Betta patoti, Weber & de Beaufort, 1922
- Betta persephone, Schaller, 1986
- Betta pi, Tan, 1998
- Betta picta, (Valenciennes, 1846)
- Betta pinguis, Tan & Kottelat, 1998
- Betta prima, Kottelat, 1994
- Betta pugnax, (Cantor, 1849)
- Betta pulchra, Tan & Tan, 1996
- Betta raja, Tan & Ng, 2005
- Betta renata, Tan, 1998
- Betta rubra, Perugia, 1893
- Betta rutilans, Witte & Kottelat, 1991
- Betta schalleri, Kottelat & Ng, 1994
- Betta simorum, Tan & Ng, 1996
- Betta simplex, Kottelat, 1994
- Betta smaragdina, Ladiges, 1972
- Betta spilotogena, Ng & Kottelat, 1994
- Siamesisk kampfisk (Betta splendens), Regan 1910
- Betta stigmosa, Tan & Ng, 2005
- Betta stiktos, Tan & Ng, 2005
- Betta strohi, Schaller & Kottelat, 1989
- Betta taeniata, Regan, 1910
- Betta tomi, Ng & Kottelat, 1994
- Betta tussyae, Schaller, 1985
- Betta uberis, Tan & Ng, 2006
- Betta unimaculata, (Popta, 1905)
- Betta waseri, Krummenacher, 1986